# Pizzi (football, 1989)
 (août 2025).
Pour les articles homonymes, voir Pizzi.
Afonso Fernandes est un nom portugais ; le premier nom de famille (d'usage facultatif) est Afonso et le second est Fernandes.
Luis Miguel Afonso Fernandes, plus communément appelé Pizzi, né le 6 octobre 1989 à Bragança, est un footballeur international portugais évoluant au poste de milieu offensif ou d'ailier à l'APOEL Nicosie.

## Biographie

### En club

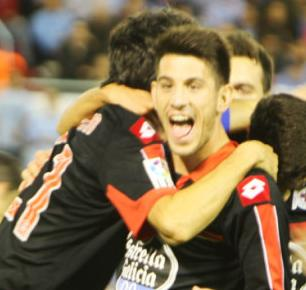
Pizzi avec le Deportivo La Corogne face au Celta Vigo.

Le 8 mai 2011, il est l'auteur avec le Paços de Ferreira, d'un triplé en Primeira Liga, sur la pelouse du FC Porto.
Le 20 octobre 2012, à l'occasion de la réception du FC Barcelone pour le compte de la 8e journée de Liga, il inscrit un doublé sur coup de pied arrêté dont un fantastique coup franc.
Le 27 juillet 2013, Pizzi s'engage en faveur du Benfica Lisbonne. 
Il atteint avec le Benfica les quarts de finale de la Ligue des champions en 2016, en étant éliminé par le Bayern Munich.
Pizzi connaît une saison 2018-2019 exceptionnelle, autant au niveau collectif qu'individuel. Il délivre dix-huit passes décisives, ce qui fait de lui le meilleur passeur du championnat, et inscrit treize buts. Il marque notamment un triplé lors de la 1re journée de championnat face au Vitória Guimarães. Ces performances, plus le sacre du Benfica, permettent à Pizzi d'être nommé meilleur joueur de la saison,. Il est également meilleur passeur européen de la saison. Peu après la fin de la saison, Pizzi renouvelle son contrat avec le club jusqu'en 2023.
Le 4 août 2019, il est l'auteur d'un doublé lors de la Supercoupe du Portugal. Le Benfica s'impose largement 5-0 face au Sporting Lisbonne.
Par la suite, le 23 octobre 2019, il inscrit son premier but en Ligue des champions, en marquant un but lors de la réception de l'Olympique lyonnais.
En perte de temps de jeu lors de la saison 2021-2022, Pizzi, en février 2022, est prêté pour le reste de l'exercice au club turc de l'Istanbul Başakşehir.
Après plusieurs jours de rumeurs à la suite de la résiliation de son contrat avec le Benfica, Pizzi signe un contrat de deux saisons avec le club émirien d'Al-Wahda le 28 juillet 2022. Il quitte le club lisboète après un parcours long de neuf ans où il a disputé trois-cent-soixante matchs et inscrit quatre-vingt-quatorze buts. 

### En équipe nationale
Le 31 août 2012, Pizzi est appelé pour la première fois en sélection A du Portugal par Paulo Bento, dans le groupe préparant les deux premiers matchs de qualifications pour la Coupe du monde 2014. Il honore sa première sélection le 14 novembre 2012, lors d'un match amical contre le Gabon, et inscrit à cette occasion un but sur penalty (2-2).
Le 3 juin 2017, il inscrit son deuxième but en équipe nationale, lors d'une rencontre amicale contre Chypre. Le Portugal s'impose sur le large score de 4-0. Par la suite, Pizzi fait partie de l'effectif portugais pour la Coupe des confédérations 2017. Le Portugal finit troisième de la compétition, le tournoi étant remporté par l'Allemagne.
En juin 2019, Pizzi remporte ensuite la première édition de la Ligue des nations 2018-2019 aux dépens des Pays-Bas. Lors de cette compétition, il se met en évidence en délivrant une passe décisive contre la Pologne en phase de groupe. Il reste toutefois sur le banc des remplaçants lors de la demi-finale puis à nouveau lors de la finale.

## Statistiques

### Statistiques détaillées
Concernant le nombre de buts de Pizzi lors de l'édition 2015-2016 de la Primeira Liga, la majorité des sites de statistiques lui attribuent sept buts, tandis que le site officiel du championnat lui attribue huit buts. 
| Saison                | Club                        | Championnat           | Championnat | Championnat | Championnat | Coupe nationale | Coupe nationale | Coupe nationale | Coupe de la Ligue | Coupe de la Ligue | Coupe de la Ligue | Supercoupe | Supercoupe | Supercoupe | Compétition(s) continentale(s) | Compétition(s) continentale(s) | Compétition(s) continentale(s) | Compétition(s) continentale(s) | Portugal | Portugal | Portugal | Total | Total | Total |
| Saison                | Club                        | Division              | M.          | B.          | P.d.        | M.              | B.              | P.d.            | M.                | B.                | P.d.              | M.         | B.         | P.d.       | Comp.                          | M.                             | B.                             | P.d.                           | M.       | B.       | P.d.     | M.    | B.    | P.d.  |
| 2006-2007             | GD Bragança                 | Segunda Divisão       | 4           | 1           | -           | -               | -               | -               | -                 | -                 | -                 | -          | -          | -          | -                              | -                              | -                              | -                              | -        | -        | -        | 4     | 1     | 0     |
| 2007-2008             | Sporting Braga              | Primeira Liga         | 0           | 0           | 0           | -               | -               | -               | -                 | -                 | -                 | -          | -          | -          | -                              | -                              | -                              | -                              | -        | -        | -        | 0     | 0     | 0     |
| 2011-2012             | Sporting Braga              | Primeira Liga         | 2           | 0           | 0           | -               | -               | -               | -                 | -                 | -                 | -          | -          | -          | -                              | -                              | -                              | -                              | -        | -        | -        | 2     | 0     | 0     |
| Sous-total            | Sous-total                  | Sous-total            | 2           | 0           | 0           | -               | -               | -               | -                 | -                 | -                 | -          | -          | -          | -                              | -                              | -                              | -                              | -        | -        | -        | 2     | 0     | 0     |
| 2008-2009             | GD Ribeirão (prêt)          | Segunda Divisão       | 25          | 1           | -           | -               | -               | -               | -                 | -                 | -                 | -          | -          | -          | -                              | -                              | -                              | -                              | -        | -        | -        | 25    | 1     | 0     |
| 2009-2010             | Sporting Covilhã (prêt)     | Segunda Liga          | 14          | 4           | -           | 2               | 0               | 0               | -                 | -                 | -                 | -          | -          | -          | -                              | -                              | -                              | -                              | -        | -        | -        | 16    | 4     | 0     |
| Sous-total            | Sous-total                  | Sous-total            | 39          | 5           | -           | 2               | 0               | 0               | -                 | -                 | -                 | -          | -          | -          | -                              | -                              | -                              | -                              | -        | -        | -        | 41    | 5     | 0     |
| 2009-2010             | Paços Ferreira (prêt)       | Primeira Liga         | 15          | 1           | 1           | 2               | 1               | 0               | -                 | -                 | -                 | -          | -          | -          | -                              | -                              | -                              | -                              | -        | -        | -        | 17    | 2     | 1     |
| 2010-2011             | Paços Ferreira (prêt)       | Primeira Liga         | 27          | 7           | 1           | 2               | 1               | 0               | 6                 | 3                 | 2                 | -          | -          | -          | -                              | -                              | -                              | -                              | -        | -        | -        | 35    | 11    | 3     |
| Sous-total            | Sous-total                  | Sous-total            | 42          | 8           | 2           | 4               | 2               | 0               | 6                 | 3                 | 2                 | -          | -          | -          | -                              | -                              | -                              | -                              | -        | -        | -        | 52    | 13    | 4     |
| 2011-2012             | Atlético de Madrid (prêt)   | Liga                  | 11          | 1           | 0           | 2               | 0               | 0               | -                 | -                 | -                 | -          | -          | -          | C3                             | 3                              | 0                              | 0                              | -        | -        | -        | 16    | 1     | 0     |
| 2012-2013             | Atlético de Madrid          | Liga                  | 0           | 0           | 0           | -               | -               | -               | -                 | -                 | -                 | -          | -          | -          | -                              | -                              | -                              | -                              | -        | -        | -        | 0     | 0     | 0     |
| Sous-total            | Sous-total                  | Sous-total            | 11          | 1           | 0           | 2               | 0               | 0               | -                 | -                 | -                 | -          | -          | -          | -                              | 3                              | 0                              | 0                              | -        | -        | -        | 16    | 1     | 0     |
| 2012-2013             | Deportivo La Corogne (prêt) | Liga                  | 35          | 8           | 6           | 1               | 0               | 0               | -                 | -                 | -                 | -          | -          | -          | -                              | -                              | -                              | -                              | 1        | 1        | 0        | 37    | 9     | 6     |
| 2013-2014             | RCD Espanyol (prêt)         | Liga                  | 28          | 3           | 1           | 6               | 1               | 0               | -                 | -                 | -                 | -          | -          | -          | -                              | -                              | -                              | -                              | 1        | 0        | 0        | 35    | 4     | 1     |
| Sous-total            | Sous-total                  | Sous-total            | 63          | 11          | 7           | 7               | 1               | 0               | -                 | -                 | -                 | -          | -          | -          | -                              | -                              | -                              | -                              | 2        | 1        | 0        | 72    | 13    | 7     |
| 2014-2015             | Benfica Lisbonne            | Primeira Liga         | 23          | 2           | 7           | 2               | 0               | 0               | 5                 | 2                 | 0                 | -          | -          | -          | C1                             | 1                              | 0                              | 0                              | 2        | 0        | 0        | 33    | 4     | 7     |
| 2015-2016             | Benfica Lisbonne            | Primeira Liga         | 31          | 8           | 6           | 2               | 0               | 2               | 3                 | 0                 | 3                 | 1          | 0          | 0          | C1                             | 10                             | 0                              | 0                              | -        | -        | -        | 47    | 8     | 11    |
| 2016-2017             | Benfica Lisbonne            | Primeira Liga         | 33          | 10          | 8           | 7               | 2               | 2               | 3                 | 0                 | 0                 | 1          | 1          | 1          | C1                             | 8                              | 0                              | 0                              | 5        | 1        | 0        | 57    | 14    | 11    |
| 2017-2018             | Benfica Lisbonne            | Primeira Liga         | 33          | 6           | 6           | 3               | 0               | 2               | 2                 | 0                 | 1                 | 1          | 0          | 2          | C1                             | 6                              | 0                              | 0                              | -        | -        | -        | 45    | 6     | 11    |
| 2018-2019             | Benfica Lisbonne            | Primeira Liga         | 34          | 13          | 18          | 4               | 0               | 1               | 3                 | 0                 | 0                 | -          | -          | -          | C1+C3                          | 10+4                           | 2                              | 2+1                            | 5        | 0        | 2        | 60    | 15    | 24    |
| 2019-2020             | Benfica Lisbonne            | Primeira Liga         | 34          | 18          | 13          | 7               | 5               | 1               | 1                 | 0                 | 0                 | 1          | 2          | 1          | C1+C3                          | 6+2                            | 3+2                            | 2+1                            | 3        | 1        | 0        | 54    | 31    | 18    |
| 2020-2021             | Benfica Lisbonne            | Primeira Liga         | 32          | 6           | 1           | 6               | 1               | 0               | 2                 | 2                 | 0                 | -          | -          | -          | C1+C3                          | 1+8                            | 0+7                            | 0+2                            | -        | -        | -        | 49    | 16    | 3     |
| 2021-2022             | Benfica Lisbonne            | Primeira Liga         | 14          | 1           | 3           | 3               | 0               | 0               | 4                 | 1                 | 1                 | -          | -          | -          | C1                             | 9                              | 0                              | 0                              | -        | -        | -        | 30    | 2     | 4     |
| Sous-total            | Sous-total                  | Sous-total            | 234         | 64          | 62          | 34              | 8               | 8               | 23                | 5                 | 5                 | 4          | 3          | 4          | -                              | 65                             | 14                             | 8                              | 15       | 2        | 2        | 375   | 96    | 89    |
| 2021-2022             | Istanbul Basaksehir (prêt)  | Süper Lig             | 10          | 1           | 1           | -               | -               | -               | -                 | -                 | -                 | -          | -          | -          | -                              | -                              | -                              | -                              | -        | -        | -        | 10    | 1     | 1     |
| 2022-2023             | Al-Wahda                    | Pro League            | 0           | 0           | 0           | -               | -               | -               | -                 | -                 | -                 | -          | -          | -          | -                              | -                              | -                              | -                              | -        | -        | -        | 0     | 0     | 0     |
| Total sur la carrière | Total sur la carrière       | Total sur la carrière | 405         | 91          | 72          | 49              | 11              | 8               | 29                | 8                 | 7                 | 4          | 3          | 4          | -                              | 68                             | 14                             | 8                              | 17       | 3        | 2        | 572   | 130   | 101   |

### Buts internationaux
|   | Date             | Lieu                                              | Adversaire | Score | Résultat | Compétition                  |
| - | ---------------- | ------------------------------------------------- | ---------- | ----- | -------- | ---------------------------- |
| 1 | 14 novembre 2012 | Stade Omar Bongo, Libreville (Gabon)              | Gabon      | 1-1   | 2-2      | Match amical                 |
| 2 | 3 juin 2017      | Stade António Coimbra da Mota, Estoril (Portugal) | Chypre     | 3-0   | 4-0      | Match amical                 |
| 3 | 14 novembre 2019 | Stade de l'Algarve, Faro (Portugal)               | Lituanie   | 3-0   | 6-0      | Éliminatoires de l'Euro 2020 |

## Palmarès

### En club
- Atlético de Madrid
  - Vainqueur de la Ligue Europa en 2012

- Benfica Lisbonne
  - Champion du Portugal en 2015, 2016, 2017 et 2019
  - Vice-champion du Portugal en 2018
  - Vainqueur de la Coupe du Portugal en 2017
  - Vainqueur de la Coupe de la Ligue en 2015 et 2016
  - Vainqueur de la Supercoupe du Portugal en 2016, 2017 et 2019
  - Finaliste de la Supercoupe du Portugal en 2015

- Paços de Ferreira
  - Finaliste de la Coupe de la Ligue en 2011

- SC Braga
  - Finaliste de la Coupe du Portugal en 2023

### En sélection
- Portugal
- Vainqueur de la Ligue des nations de l'UEFA 2018-2019
- Troisième de la Coupe des confédérations en 2017

## Distinctions personnelles
- Meilleur passeur de la Liga NOS en 2019 et 2020
- Co-meilleur buteur de la Liga NOS en 2020
- Joueur du mois de la Liga NOS en août et décembre 2019
- Nommé dans l'équipe de la saison de Liga NOS en 2020
- Co-meilleur buteur de la Ligue Europa en 2021 (7 buts)